# Trận Đồng Xoài
Trận Đồng Xoài là một trận đánh do Mặt trận Dân tộc Giải phóng miền Nam Việt Nam, mà phía Hoa Kỳ và Việt Nam Cộng Hòa cũng gọi là Việt Cộng, trong thời kỳ chiến dịch Đông-Xuân năm 1965. Đây là trận lớn nhất trong giai đoạn này của Chiến tranh Việt Nam. Trận đánh này thực chất là một phần trong giai đoạn 2 của Chiến dịch Đồng Xoài do quân Giải phóng tiến hành (10/5-22/7/1965).
Tiếp theo sau chiến thắng tại Bình Giã chỉ huy của quân Giải phóng miền Nam đã quyết định thực hiện các cuộc tấn công tiếp theo đối với Quân lực Việt Nam Cộng hòa trong một nỗ lực hủy diệt nhiều đơn vị của Quân lực Việt Nam Cộng Hòa. Trong những tháng trước khi dẫn đến trận đánh này tại Đồng Xoài, Quân giải phóng đã xuất kích qua Phước Bình và Sông Bé. Các cuộc tấn công này dù có quy mô nhỏ nhưng đã thúc giục phe Mặt trận mở cuộc tấn công tại huyện Đồng Xoài.
Quận Đồng Xoài đã được bố trí do các đơn vị thuộc lực lượng đặc biệt và địa phương quân của Việt Nam Cộng hòa, được cố vấn Mỹ huấn luyện và chỉ huy. Với hệ thống phòng thủ mạnh, cố vấn Mỹ và chi huy Việt Nam Cộng Hòa tự tin rằng căn cứ của họ có thể chống cự lại được tấn công của đối phương. Tuy nhiên, dù các lực lượng Việt Nam Cộng Hòa được Mỹ yểm trợ, Quân giải phóng đã có thể áp dụng chiến thuật của mình và đã đánh bại (routed) được nhiều tiểu đoàn quân Việt Nam Cộng Hòa. Kết quả là một thất bại nữa và sự mất mặt của các lực lượng quân chính quy của Quân lực Việt Nam Cộng Hòa.

## Bối cảnh
Doanh trại của Lực lượng đặc biệt Đồng Xoài nằm ở tỉnh Tây Ninh, cách Sài Gòn khoảng 88 km về phía tây bắc. Ngày 25 tháng 5 năm 1965, quân của biệt đội A-342 đã được chuyển vào khi doanh trại được xây xong.
Kể từ ngày Lực lượng đặc biệt đến, doanh trại này liên tục chịu các cuộc tấn công bằng súng cối của quân đối phương mà không biết ý định của đối phương là gì và Lực lượng đặc biệt trong trại tin rằng đó là quấy nhiễu như thông thường. Quan điểm đó được củng cố thêm bởi các cuộc tấn công của quân Mặt trận vào các mục tiêu liên quan ở Phước Bình, nơi Tiểu đoàn 5 của Trung đoàn Q762 phòng thủ khu vực và phải gánh chịu thương vong nặng nề bởi lực lượng phòng thủ của Quân lực Việt Nam Cộng hòa.
Việc phá hủy tiểu khu Phước Bình và các cuộc tấn công lớn vào Sông Bé đã khiến cho lực lượng tăng viện gồm 2 trung đoàn của Quân lực Việt Nam Cộng Hòa được chuyển tới. Với việc bổ sung quân này, việc tuần tra được tăng cường. Trong vòng hơn 2 tuần, tần suất các cuộc tấn công tăng lên. Mặc dù vậy, quân trong doanh trại này có ít thời gian để chuẩn bị ứng phó với cuộc tấn công cuối cùng của Quân giải phóng với lực lượng gồm Q762 và một số bộ phận của Trung đoàn Q763 mới được thành lập.

## Trận đánh
Trận đánh bắt đầu vào rạng ngày 10 tháng 6 sau nửa đêm, khi Q762 của Mặt trận với một số đơn vị từ Q763, một phần của Sư đoàn 9 đã tiến hành các cuộc tấn công với các loạt súng cối không ngớt và các hỏa lực nhỏ, bắn vào các boong ke và các vị trí súng máy. Vòng phòng thủ ngoài của tiêu khu bị phá hủy và Quân giải phóng chiếm được các hệ thống boong ke chủ chốt.
Do bất ngờ bởi bị tấn công vào sáng sớm, những người lính bên trong doanh trại có ít thời gian để phản ứng. Thiếu úy Charles W. Williams, chỉ huy của biệt đội đã ra lệnh cho quân mình nắm giữ vị trí phòng thủ bên trong sở chỉ huy quận sau khi ông đã nhận ra rằng doanh trại đã gần như bị địch phá tan.
Lúc sáng sớm, quân lực Hoa Kỳ và Việt Nam Cộng hòa đã thực hiện không kích vào các vị trí của quân Mặt trận bằng bom napalm, nhưng QGP đã bám chặt các vị trí bên trong các đồn điền cao su. Trong khi Quân giải phóng tiếp bắn phá doanh trại, một trực thăng Huey UH-1 của Đại đội 118 Không lực Hoa Kỳ đã rời sân bay Tân Sơn Nhất chở theo một số binh lính Sư đoàn 5 Việt Nam Cộng hòa. Nhiệm vụ chính của họ là tăng viện cho quân phòng thủ của họ đang bị vây hãm trong doanh trại. Hỏa lực phòng không của Quân giải phóng đã ngăn trở việc hạ cánh của máy bay chở quân cứu viện tới, và quân Việt Nam Cộng Hòa trên mặt đất chịu thương vong nặng nề.
Sau đó một ngày, các lực lượng viện binh từ Tiểu đoàn 42 của Quân lực Việt Nam Cộng Hòa đã bị buộc phải hạ cánh xuống Thuận Lợi, nơi họ lập tức giao chiến và tiếp tục cho đến đêm. Một tiểu đoàn Mỹ đã hạ cánh tại đường băng Đồng Xoài nhưng đã không được tướng William Westmoreland cho tham chiến. Trung đoàn Q762 quân Giải phóng đã bao vây, tiêu diệt phần lớn lực lượng tăng viện của đối phương.
Sáng 11/6, Hoa Kỳ tăng cường Tiểu đoàn Dù 7 và Tiểu đoàn Biệt động quân 46 cùng 1 đại đội pháo 105mm tiếp ứng cho Đồng Xoài. Ngày 12/6, khi Tiểu đoàn Dù 7 tiến vào khu vực đồn điền Thuận Lợi để thu thập tàn binh, bị Trung đoàn Q762 vận động phục kích tiêu diệt gần hết. Đây là tiểu đoàn dù đầu tiên thuộc lực lượng cơ động chiến lược và là thần tượng về sức mạnh của quân đội Sài Gòn bị quân Giải phóng tiêu diệt, khiến cho quân Việt Nam Cộng hòa đóng ở Củ Chi, Cây Trắc... dọc quốc lộ 1 hoang mang.
Các điều kiện bên trong quận Đồng Xoài tiếp tục xấu đi với việc thực phẩm, nước, thuốc men và đạn dược còn ít. Sau một đêm kinh sợ bên trong trại, các cố vấn Hoa Kỳ đã quyết định rút quân.
Trước sáng sớm ngày 12 tháng 7, Quân giải phóng đã rút lui và biến mất trong rừng để lại Quân lực Việt Nam Cộng Hòa bị đánh tan tác. Lực lượng còn lại này hoảng loạn và mất tinh thần đã chịu tổn thất là 800 quân thương vong còn Mỹ thì chịu 35 trường hợp thương vong. Hàng chục trực thăng và xe cơ giới cũng bị quân Giải phóng phá hủy.

## Kết quả
Chiến thắng tại Đồng Xoài đã vượt quá mong đợi của Bộ Tư lệnh Mặt trận Dân tộc Giải phóng miền Nam Việt Nam. Dù Quân giải phóng không giữ trận địa, họ vẫn giữ được vị trí, thế và lực ở chiến trường, ngoài ra còn đạt được mục tiêu gây tổn thất cho những đơn vị tốt nhất của Quân lực Việt Nam Cộng hòa. Quân giải phóng rút lui và mang theo một chiến thắng chiến thuật cũng như các cơ hội tuyên truyền. Theo Mặt trận, chiến thắng Đồng Xoài đã "thêm một trang vẻ vang vào lịch sử đấu tranh của Mặt trận Dân tộc Giải phóng miền Nam Việt Nam chống cuộc chiến tranh của Đế quốc Mỹ xâm lược".
Sau chiến thắng ở Đồng Xoài, quân giải phóng tiếp tục thực hiện đợt 3 chiến dịch, từ ngày 24-6 đến ngày 22 tháng 7 năm 1965. Trên hướng Đường 13, Trung đoàn Q762 tập kích một chiến đoàn hỗn hợp địch ở khu vực Bàu Bàng, loại khỏi vòng chiến đấu hơn 400 lính. Trên hướng Bù Đốp, Trung đoàn 273 tiến công trại huấn luyện biệt kích và chi khu Bù Đốp, diệt 2 đại đội, buộc địch phải rút bỏ cứ điểm Bù Gia Mập, tạo điều kiện hỗ trợ nhân dân địa phương nổi dậy phá ấp chiến lược, mở rộng vùng giải phóng, phát triển chiến tranh du kích ở hướng bắc Sài Gòn. Ngày ngày 22 tháng 7 năm 1965, quân Giải phóng chủ động kết thúc chiến dịch.
Sau hơn 2 tháng (10/5-22/7/1965) tiến công, chiến dịch Đồng Xoài kết thúc với thắng lợi của quân Giải phóng. Quân Giải phóng tuyên bố đã tiêu diệt 4 tiểu đoàn chủ lực, 24 đại đội bảo an và biệt kích, 6 chi đội cơ giới, 4 phân đội kĩ thuật, loại khỏi chiến đấu gần 4.500 quân địch, bắn rơi 34 máy bay, phá hủy 60 xe quân sự, 6 đầu máy và 12 toa xe lửa, thu và phá hủy hơn 2.000 súng các loại, giải phóng hơn 5 vạn dân hai tỉnh Bình Long và Phước Long, khai thông cửa khẩu biên giới sang Campuchia, nối liền hành lang chiến lược từ miền Bắc qua đường Trường Sơn vào miền Đông Nam bộ. Cùng với các trận Bình Giã, trận Ba Gia, thắng lợi của chiến dịch Đồng Xoài góp phần làm thất bại hoàn toàn chiến lược "chiến tranh đặc biệt" của Mỹ ở miền Nam; đánh dấu bước trưởng thành mới về trình độ tổ chức chuẩn bị và tác chiến tập trung của quân Giải phóng
Trung đoàn Q762 của Mặt trận đã được Mặt trận gọi tên "Trung đoàn Đồng Xoài" sau cuộc chiến thắng quân sự này.

### Báo chí đương đại
- "List 1 Yank Dead, 17 Missing and 13 Injured". Chigago Tribune. ngày 11 tháng 6 năm 1965. tr. 1. Bản gốc lưu trữ ngày 1 tháng 10 năm 2007.
- "Viet Battle Casualties Identified by Pentagon". LA Times. ngày 12 tháng 6 năm 1965. tr. 6. Bản gốc lưu trữ ngày 1 tháng 10 năm 2007.
- "It Was Really Hell, Yank Hurt in Dong Xoai Says". Chicago Tribune. ngày 12 tháng 6 năm 1965. tr. 5. Bản gốc lưu trữ ngày 1 tháng 10 năm 2007.
- "Only Boy, Dog Live After Fierce Battle". LA Times. ngày 15 tháng 6 năm 1965. tr. 2. Bản gốc lưu trữ ngày 1 tháng 10 năm 2007.
- "Girls Under Fire". Time. ngày 23 tháng 7 năm 1965. Bản gốc lưu trữ ngày 20 tháng 4 năm 2008. Truy cập ngày 8 tháng 4 năm 2007.